# Willie Person Mangum

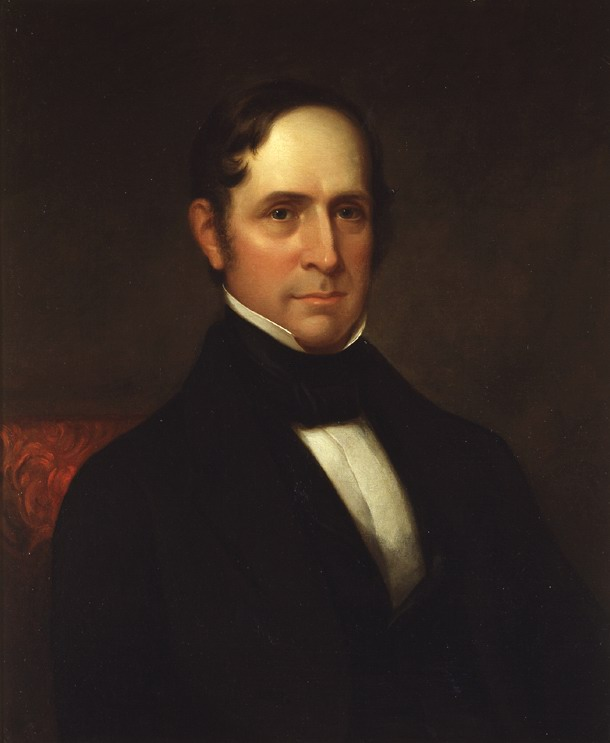
Willie Person Mangum, Gemälde von James Reid Lambdin aus dem Jahr 1844

Willie Person Mangum (* 10. Mai 1792 im Orange County, North Carolina; † 7. September 1861 in Red Mountain, North Carolina) war ein US-amerikanischer Politiker. Er vertrat den Bundesstaat North Carolina in beiden Kammern des Kongresses und war Kandidat der Whig Party bei der Präsidentschaftswahl 1836.

## Beginn der politischen Laufbahn
Willie Person Mangum wurde in jenem Teil des Orange County geboren, aus dem später das Durham County entstand. Er besuchte die University of North Carolina at Chapel Hill, machte dort 1815 seinen Abschluss und begann als Anwalt in Red Mountain zu praktizieren. Gleichzeitig begann er auch eine politische Karriere. So gehörte er von 1818 bis 1819 dem Repräsentantenhaus von North Carolina an.
Nachdem er zweimal zum Richter am Superior Court gewählt worden war, zog er am 4. März 1823 als Abgeordneter ins Repräsentantenhaus der Vereinigten Staaten ein, wo er bis zu seinem Rücktritt am 18. März 1826 verblieb. Als Mitglied der Demokratischen Partei wurde er dann 1830 in den US-Senat gewählt. Dort vertrat er seinen Staat vom 4. März 1831 bis zu seiner Mandatsniederlegung am 26. November 1836. Während dieser Zeit war er von den Demokraten zu den Nationalrepublikanern gewechselt; später wurde er ein Whig. Ein Grund dafür war, dass er Präsident Andrew Jackson bei den meisten Themen kontrovers gegenüberstand, darunter die Schutzzölle, die Nullifikation und die Second Bank of the United States.

## Präsidentschaftskandidatur
Bei der Präsidentschaftswahl 1836 war Willie Person Mangum einer von gleich vier Kandidaten der Whigs. Die Strategie der Partei war, durch regional jeweils populäre Bewerber in den einzelnen Staaten den Kandidaten der Demokraten, Vizepräsident Martin Van Buren, zu besiegen und die Wahl dann, wie zuvor schon 1824 geschehen, durch das Repräsentantenhaus entscheiden zu lassen. Mangum trat dabei in den Südatlantikstaaten an; sein Kandidat für die Vizepräsidentschaft war der spätere Präsident John Tyler. Im Gegensatz zu allen anderen Staaten wurden die Wahlmännerstimmen in South Carolina nicht durch eine Volkswahl ermittelt, sondern durch eine Abstimmung der Staatslegislative. Diese entschied Mangum für sich, was ihm elf Stimmen im Electoral College einbrachte. Da jedoch nicht genügend andere Staaten gewonnen wurden, ging die Strategie der Whigs nicht auf; Van Buren wurde Präsident.
Am 25. November 1840 kehrte Mangum in den US-Senat zurück. Er hatte die Nachwahl um das Mandat des zurückgetretenen Bedford Brown erfolgreich bestritten und gehörte im Kongress fortan zu den wichtigsten Verbündeten von Whig-Parteiführer Henry Clay. Dabei war er nach dem Rücktritt von Senator Samuel L. Southard von 1842 bis 1845 Präsident pro tempore des Senats und damit erster Nachfolger von Präsident Tyler, der nach dem Tod von William Henry Harrison ins höchste Staatsamt aufgestiegen war und nach der damaligen Verfassung keinen neuen Vizepräsidenten berufen durfte.
Mangum verblieb bis zum 3. März 1853 im Senat. Im Jahr zuvor hatte er die ihm von den Whigs angetragene Kandidatur als US-Vizepräsident unter Winfield Scott abgelehnt. Als sich seine Partei wenig später aufzulösen begann, trat Mangum 1856 der American Party bei. Er übernahm jedoch kein politisches Amt mehr, arbeitete wieder als Anwalt und starb 1861 an den Folgen eines Schlaganfalls. Mit seiner Frau Charity Alston Cain, die er 1819 heiratete, hatte Mangum fünf Kinder; ihr einziger Sohn starb kurz vor seinem Vater in der ersten Schlacht am Bull Run.

### Sekundärliteratur
- William S. Hoffmann: Willie P. Mangum and the Whig Revival of the Doctrine of Instructions. In: Journal of Southern History, 22, 1956. S. 338–54.
- Joseph Conan Thompson: Willie Person Mangum: Politics and Pragmatism in the Age of Jackson. Diss., University of Florida, 1995; Textarchiv – Internet Archive.